# Estandarte da Vitória

O "Estandarte da Vitória nº5" foi hasteado logo abaixo uma estátua no telhado do Reichstag

O Estandarte da Vitória da União Soviética (em russo:  Знамя Победы) foi a bandeira hasteada pelo Exército Vermelho no prédio do Reichstag, em Berlim, em 1 de maio de 1945, o dia seguinte ao do suicídio de Adolf Hitler. Foi hasteado por três soldados Soviéticos: Aleksei Berest, Mikhail Egorov, e Meliton Kantaria.
Estandarte da Vitória, feitos em condições de campo de batalha, é o símbolo oficial da Vitória do povo soviético contra a Alemanha Nazista durante a Segunda Guerra Mundial. Acredita-se também para ser um dos tesouros nacionais da Rússia. A inscrição em cirílico diz: 
150º Rifle, Ordem de Kutuzov 2.ª classe, Divisão Idritsa, 79.º Corpo de Rifles, 3.º Exército de Choque, 1.ª Frente Bielorrussa.
Embora esta bandeira não tenha sido a única a ser hasteada no Reichstag, foi a primeira e única sobrevivente de todas as bandeiras "oficiais" especialmente preparadas para serem levantadas ali. Em 9 de maio, durante o desfile do Dia da Vitória em Moscou, uma cópia do Estandarte da Vitória nº 5 foi içada imediatamente atrás da bandeira russa por membros do Regimento de Honra e Guardas de Cores do Comandante de Moscou. Em 2015 o pedido foi revertido.
De acordo com a Lei da Federação Russa, o Estandarte da Vitória deve ser guardado para sempre em um local que forneça sua segurança e disponibilidade pública.

## Estandarte da Vitória de Iéltsin

A bandeira que Boris Iéltsin aprovou, em um decreto presidencial, em 1996, era a bandeira do Exército russo

Houve uma variação da bandeira soviética, sem o martelo e a foice, que recebeu do presidente Boris Iéltsin um status similar ao da bandeira nacional, em 5 de abril de 1996. O presidente Vladimir Putin também adotou o Estandarte da Vitória como a bandeira oficial do exército russo. Esta bandeira foi nomeada após a bandeira levantada no Reichstag, mas também é chamada de Bandeira da Vitória.
Hoje essa variação não é mais um símbolo oficial. A bandeira das Forças Armadas Russas foi novamente mudada para uma bandeira sem a estrela da era soviética.
Os estandartes para as comemorações do Dia da Vitória foram definidos por uma lei federal.